# Bie (Syamtalira Bayu)
Bie is een bestuurslaag in het regentschap Aceh Utara van de provincie Atjeh, Indonesië. Bie telt 677 inwoners (volkstelling 2010).